# Tetragona handlirschii
Tetragona handlirschii är en biart som först beskrevs av Heinrich Friese 1900.  Tetragona handlirschii ingår i släktet Tetragona och familjen långtungebin. Inga underarter finns listade i Catalogue of Life.